# قائمة جزر جيبوتي
قائمة الجزر في دولة جيبوتي.

## القائمة
| صورة | الجزيرة        |
| ---- | -------------- |
|      | جزيرة دميرة    |
|      | جزيرة أبو مايا |
|      | جزيرة مسكلي    |
|      | جزيرة موشا     |
|      | جزر السوابع    |

## وصلات خارجية
- جزر جيبوتي